# 민준기
민준기(1989년 1월 17일~)은 대한민국의 남자 모델이자 가수이다. 소속사는 에스팀이다. 2013년 아레나 매거진 3월호로 모델 데뷔하였고, 이 후 2019년 1월 싱글 앨범 ATTABOY를 통해 음반 활동을 시작했다.

## 학력
- 문정중학교 (졸업)
- 서울로봇고등학교 (졸업)
- 신구대학교 패션디자인학과 (휴학)

## 수상
- 2016년 《패션 사진가의 밤》 올해의 남자 모델상

## 출연 작품

### 방송
- 2014년 《패션왕 코리아 시즌2》 6,7화 (모델로 출연)
- 2016년 온스타일TV 《데블스 런웨이》
- 2017년 네이버TV 《더 트레블러 The Traveller》
- 2018년 라이프타임 파자마프렌즈 7화
- 2019년 나혼자산다 한혜연 편 모델로 출연

### 광고
- 잭앤질
- 푸마
- 나이키
- Y3
- HEAD
- 갤럭시 알파 플러스
- NAU

## 경력

### 패션쇼
- 서울 패션 위크 푸시버튼, 비욘드 클로젯, 김서룡 옴므, 제이쿠, 디그낙, 뮌, 오디너리피플, 이정기 옴므, KYE, VIBRATE, CYCHOI, 무홍
- 밀란 패션 위크 비비안 웨스트 우드, 엠포리오 아르마니, 마르셀로 불론, 토즈, 안드레아 인콘트리
- 뉴욕 패션 위크 KITH, V FILES

### 패션 매거진
- GQ
- 아레나
- 에스콰이어
- W
- 보그
- 바자 맨
- 싱글즈
- 코스모폴리탄
- 블링
- 고아웃
- 보그걸
- 럭셔리
- 로피시엘 옴므
- 그라치아
- 엘르
- 데이즈드 앤 컨퓨즈드

## 음반 활동

### 비정규 음반
- 2019년 ATTABOY 《ATTABOY》
- 2019년 그저 《그저》
- 2020년 주황색 바다 위에 떠있고싶어 《Orange Ocean》

## 뮤직비디오
- 2015년 임슬옹 - Witcher
- 2018년 Jay DS - Still On You